# 허승표
허승표(許承杓, 1946년 12월 28일 ~ )는 전 대한민국의 축구 선수이자 현 기업가이다. 현재 피플웍스의 회장이다.
1972년 서울신탁은행 축구단 선수 시절 잉글랜드로 축구 연수를 떠나서 아스널 FC, 브라이턴 앤 호브 앨비언 FC, 풀럼 FC, 코번트리 시티 FC 등의 팀에서 연수를 받았으며 연수 기간 2군팀에 소속되어 연습경기에 많이 출전하였지만 정식으로 당시 잉글랜드 1부 리그였던 풋볼 리그의 정규리그에서 공식 경기를 치른 적은 없다.
당시 잉글랜드 진출한 성격이 연수 형식이었고 활동했던 팀도 2군팀 등이기 때문에 잉글랜드 최상위 1부 리그에 진출한 최초의 한국인 선수는 박지성, 아스널 FC에 입단한 최초의 한국인 선수는 박주영으로 보는 것이 타당하다.
귀국 후 서울은행축구단에서 선수로 뛰다 1976년 서울은행과 신탁은행이 합병될 당시 은퇴했다. 현역선수 시절 청소년대표팀이나 국가대표팀으로 선발 된 적은 없다.
2005년 한국축구연구소의 이사장에 선임되었고, 2009년 대한축구협회 회장 선거에 출마했다가 조중연에게 밀려 패했다.
FC 서울의 구단주 GS그룹 허창수 총수의 삼촌이다.